# Thladiantha dentata
Thladiantha dentata är en gurkväxtart som beskrevs av Célestin Alfred Cogniaux. Thladiantha dentata ingår i släktet berggurkor, och familjen gurkväxter. Inga underarter finns listade i Catalogue of Life.